# Aartsbisdom Antananarivo
Het aartsbisdom Antananarivo (Latijn: Archidioecesis Antananarivensis) is een van de vijf rooms-katholieke aartsbisdommen van Madagaskar gevestigd in Antananarivo.
Het aartsbisdom werd in 1841 gesticht door paus Gregorius XVI als een apostolisch vicariaat. Op 14 september 1955 werd het door paus Pius XII uitgeroepen tot aartsbisdom.

## Kerkprovincie
De aartsbisschop van Antananarivo is metropoliet van de kerkprovincie met de volgende bisdommen:
- Bisdom Antsirabé
- Bisdom Maintirano
- Bisdom Miarinarivo
- Bisdom Tsiroanomandidy

## Predikanten & Aartsbisschoppen
- Alexandre-Hippolyte-Xavier Monnet (CSSp), 1848–1849
- Jean-Baptiste Cazet (Jezuïeten), 1872–1898
- Jean-Baptiste Cazet, 1898–1911
- Henri de Lespinasse de Saune (Jezuïeten), 1911–1913
- Henri de Lespinasse de Saune (Jezuïeten), 1913–1927
- Etienne Fourcadier (Jezuïeten), 1928–1947
- Victor Alphonse Marie Sartre (Jezuïeten), 1948–1955
- Victor Sartre (Jezuïeten), 1955–1960
- Jérôme Rakotomalala, 1960–1975
- Victor Razafimahatratra (Jezuïeten), 1976–1989
- Victor Razafimahatratra (Jezuïeten), 1989–1993
- Armand Gaétan Razafindratandra, 1994–2005
- Odon Marie Arsène Razanakolona, sinds 2005